# 阿貝爾行星狀星雲目錄
阿貝爾行星狀星雲目錄'是喬治·阿貝爾在1966年創建，包含86個被認為是行星狀星雲的天體。這些天體大約有一半是阿爾伯特·喬治·威爾遜蒐集的，其餘的則由阿貝爾、羅伯特·喬治·哈靈頓和魯道夫·閔可夫斯基蒐集。這些天體是帕洛馬山天文台為國家地理學會的帕洛瑪天文台天空調查，使用48-英寸（1.2-）的塞缪尔·奥斯钦望远镜，在1955年8月之前發現的的一部分。其中的4個可以從以前的目錄中更好地瞭解：阿貝爾50是NGC 6742，阿貝爾75是NGC 7076，阿貝爾37是IC 972，和阿貝爾81是IC 1454。另有四個後來被確認不是行星狀星雲：阿貝爾11(反射星雲)、阿貝爾32(紅板缺陷）、阿貝爾76（環星系 PGC 85185）和阿貝爾85（超新星殘骸CTB 1，阿貝爾在1966年的論文中也注意到了此種可能）。另外三個也沒有被列入斯特拉斯堡-ESO的銀河行星狀星雲目錄（SEC）：阿貝爾9、阿貝爾17（紅板缺陷）和阿貝爾64。目錄上的天體最好用大口徑望遠鏡（例如18-英寸（0.46-））和 OIII雙色濾光器來觀察。

## 外部連結
- Abell Planetarische Nebel （页面存档备份，存于）
- A complete list of planetary nebulae in the Abell catalogue （页面存档备份，存于）